# IC 2456
IC 2456 ist eine Linsenförmige Galaxie vom Hubble-Typ S0 im Sternbild Luchs am Nordsternhimmel. Sie ist schätzungsweise 314 Millionen Lichtjahre von der Milchstraße entfernt und hat einen Durchmesser von etwa 50.000 Lichtjahren. 

Im selben Himmelsareal befinden sich u. a. die Galaxien NGC 2793, NGC 2823, IC 2459, IC 2460. 
Das Objekt wurde am 25. April 1903 von Stéphane Javelle entdeckt.